# Delta Crucis
Pour les articles homonymes, voir Imai.
Désignations
Delta Crucis (δ Cru), en français Delta de la Croix du Sud, officiellement nommée Imai, est une étoile de la constellation de la Croix du Sud. C'est la plus faible des quatre étoiles les plus brillantes de l'astérisme de la Croix du Sud, avec sa magnitude apparente de 2,79.
Delta Crucis est une jeune étoile bleutée, massive, chaude et qui tourne rapidement sur elle-même. Elle est située à environ ∼ 345 a.l. (∼ 106 pc) de la Terre.

## Noms
δ Crucis, latinisé en Delta Crucis, est la désignation de Bayer de l'étoile. Elle est parfois appelée Pálida, « [la] Pâle », en portugais.
Les Mursis, peuple de l'actuelle Éthiopie, ont donné à l'étoile le nom d'Imai. Elle possède pour eux une « certaine importance » car lorsqu'elle « cesse d'apparaître dans le ciel crépusculaire du soir (vers la fin du mois d'août), il est dit que la [rivière] Omo deviendra assez haute pour aplanir l'herbe imai qui pousse sur ses berges, avant de s'effacer ». Les Mursis utilisent en effet un groupe d'étoiles australes pour marquer leur calendrier et suivre les crues saisonnières de la rivière Omo. Le 10 août 2018, le Groupe de travail de l'Union astronomique internationale sur les noms d'étoiles a choisi et approuvé le nom d'Imai pour désigner δ Crucis et elle figure désormais dans la liste des noms d'étoiles officiellement reconnus par l'UAI.

## Propriétés

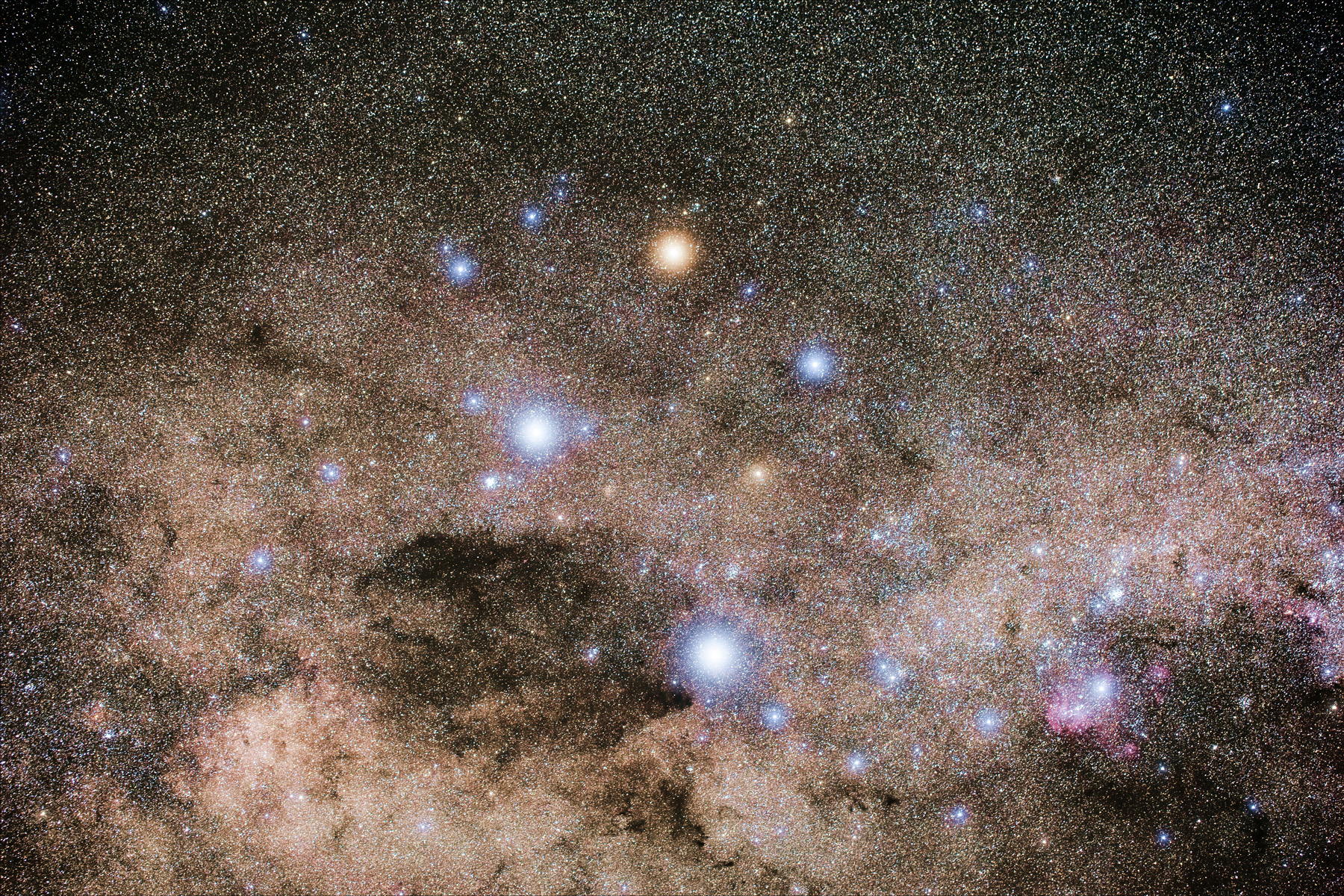
La constellation de la Croix du Sud.

Dans la nouvelle réduction des données du satellite Hipparcos, δ Crucis présente une parallaxe annuelle de 9,45 ± 0,15 mas, ce qui signifie qu'elle est distante de 345 ± 5 a.l. (∼ 106 pc) de la Terre, et elle s'en éloigne avec une vitesse radiale de +22 km/s. Elle est membre du groupe Bas-Centaure Croix du Sud (LCC) de l'association Scorpion-Centaure, qui est l'association d'étoiles massives de types O et B la plus proche du Système solaire ; l'âge du groupe LCC est estimé entre 16 et 20 millions d'années.
δ Crucis est une étoile bleutée de type spectral B2IV, environ 9 fois plus massive que le Soleil. Sa classe de luminosité IV (lire « quatre ») suggère qu'il s'agit d'une étoile sous-géante qui a commencé à évoluer hors de la séquence principale et qui à terme deviendra une géante rouge. Cependant, sa température effective et sa luminosité suggèrent plutôt qu'elle est en fait une naine qui en est à peu près à la moitié de sa vie. Elle est 10 000 fois plus lumineuse que le Soleil et sa température effective est de 22 570 K. Elle tourne très rapidement sur elle-même avec une vitesse de rotation projetée de 210 km/s.
δ Crucis est fortement suspectée d'être une étoile variable de type β Cephei, avec période d'environ 3,6 heures,. Sa classification en tant que variable de type β Cephei a toutefois été remise en question dans une étude de 2005 portant sur les variables de ce type.

## Dans la culture
Les peuples Arrernte et Loritja (en), habitant autour de Hermannsburg en Australie-Centrale, désignaient sous le nom de Iritjinga, soit « l'aigle-faucon », un quadrilatère d'étoiles formé de, outre δ Crucis, γ Crucis (Gacrux), γ Centauri (Muhilfain) et δ Centauri (Ma Wei).
δ Crucis est représentée sur les drapeaux de l'Australie, de la Nouvelle-Zélande, des Samoa et de la Papouasie-Nouvelle-Guinée, en tant que l'une des cinq étoiles constituant la Croix du Sud. L'étoile figure également sur le drapeau du Brésil avec vingt-six autres étoiles, chacune symbolisant un État différent. δ Crucis représente l'État du Minas Gerais.